# Monster High - Ciak, si grida!
Monster High - Ciak, si grida! (Monster High Fright, Camera, Action!) è un film per la televisione del 2014 diretto da William Lau e Sylvain Blais, basato sulla linea americana di bambole Monster High.

## Trama
Immaginando di essere la legittima erede al trono dei vampiri, Draculaura vola in Transylvania insieme alle sue mostramiche Cleo, Clawdeen e Robecca per la spaventosa cerimonia di incoronazione. Capiranno però presto che la caccia alla regina non è ancora conclusa: dovranno infatti ritrovare il famigerato “Cuore di Vampiro”, un antico manufatto che consentirà loro di scoprire chi sia la vera Regina dei Vampiri.

## Personaggi
- Draculaura (doppiata da Debi Derryberry)
- Cleo de Nile (doppiata da Salli Saffioti)
- Elissabat (doppiata da Karen Strassman)
- Robecca Steam (doppiata da Salli Saffioti)
- Clawdeen Wolf (doppiata da Salli Saffioti)
- Lord Stocker (doppiato da James Horan)
- Honey Swamp (doppiata da Laura Bailey)
- Viperine Gorgon (doppiata da Yeni Alvarez)
- Clawdia Wolf (doppiata da Jonquil Goode)
- Hoodude Voodoo (doppiato da Cam Clarke)

## Colonna sonora
La colonna sonora è stata composta da Steven Argila.

## Distribuzione
Il 25 marzo 2014 il film viene distribuito in home video negli Stati Uniti, a seguire in Francia il 1º aprile, in Finlandia il 2 aprile, in Ungheria il 3 aprile, in Italia nel 2015. In Portagallo viene reso disponibile in streaming on demand a partire dal 1° giugno 2014.